# ريتشارد جونز (قسيس)
ريتشارد جونز (بالإنجليزية: Richard Jones)‏ (و. 1757 – 1814 م) هو قسيس من مملكة بريطانيا العظمى، والمملكة المتحدة لبريطانيا العظمى وأيرلندا، توفي عن عمر يناهز 57 عاماً.

## التعليم
تعلم في كلية يسوع
.